# Mycosphaerella affinis
Mycosphaerella affinis är en svampart som tillhör divisionen sporsäcksvampar, och som först beskrevs av Georg Winter, och fick sitt nu gällande namn av Karl Starbäck. Mycosphaerella affinis ingår i släktet Mycosphaerella, och familjen Mycosphaerellaceae. Arten är reproducerande i Sverige.